# Manga belophora
Manga belophora är en fjärilsart som beskrevs av Fletcher 1961. Manga belophora ingår i släktet Manga och familjen nattflyn. Inga underarter finns listade i Catalogue of Life.